# Assedio della Mirandola (1321)
L'assedio della Mirandola del 1321, noto anche come assedio del duca Passerino, fu un conflitto militare che vide coinvolti Francesco I Pico, primo signore di Mirandola, contro Rinaldo dei Bonacolsi, meglio noto come il duca Passerino (in dialetto mirandolese: al duca Pasarèn), signore di Mantova.

## Contesto
Nell'agosto 1311 Francesco I Pico aveva ottenuto dall'imperatore Enrico VII di Lussemburgo, durante la sua discesa in Italia, l'investitura di vicario imperiale della Mirandola. Peraltro, Francesco I venne catturato dai guelfi bolognesi a Baggiovara l'8 luglio 1312. A seguito di ciò, la fazione dei Grasulfi offrì la signoria a Rinaldo dei Bonacolsi nell'ottobre successivo.
Liberato dopo 9 mesi di prigionia e dopo essere andato a Pisa e Verona, nel giugno 1317 Francesco I Pico tornò a Modena e, dopo aver neutralizzato il podestà Federico della Scala, organizzò con successo all'inizio del 1318 una rivolta contro il duca Passerino, riacquisendo la signoria su Modena.
Tra la fine di novembre e l'inizio di dicembre del 1319, Francesco I Pico inviò una spedizione militare per aiutare i carpigiani che si erano ribellati a Manfredo I Pio alleato con il Bonacolsi; ma essendo sconfitto dovette nuovamente cedere il 1º dicembre 1319 la signoria di Modena a quest'ultimo e stipulare una tregua.

## Storia

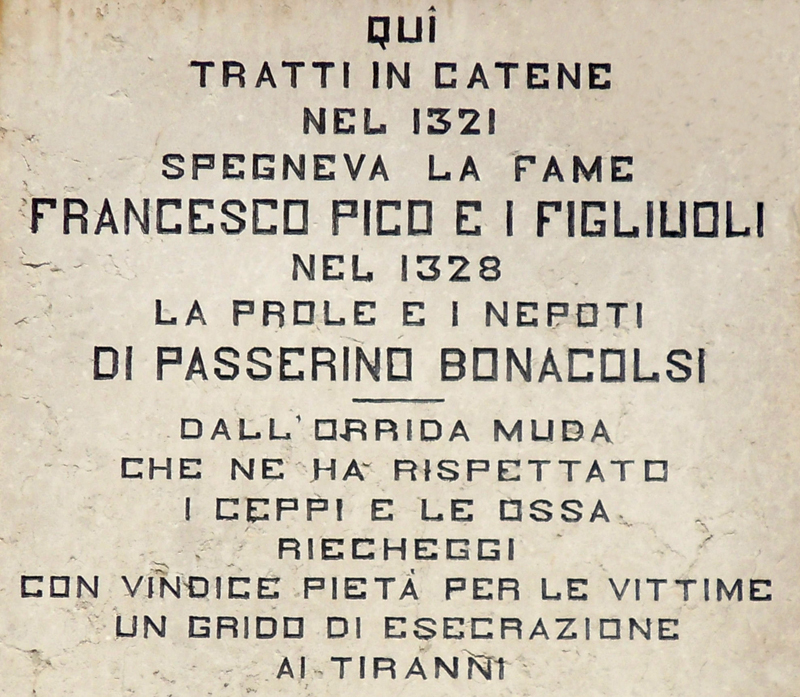
Lapide al Castello di Castel d'Ario

Poco tempo dopo, il duca Passerino decise di non rispettare gli accordi presi (certis pactis in brevi male servatis) e venerdì 27 novembre 1321 fece arrestare Francesco I Pico e i suoi figli Tommasino e Prendiparte, insieme con Zaccaria Tosabecchi e i di lui fratello e figlio. Il mercoledì seguente i Pico vennero incarcerati nelle prigioni del castello di Castel d'Ario, dove furono fatti morire di fame dopo essersi sbranati a vicenda, come nella lugubre vicenda del conte Ugolino della Gherardesca descritto da Dante Alighieri nella Divina Commedia e avvenuta 33 anni prima.
L'assedio del duca Pasarino al castello dei Pico incominciò sabato 28 novembre 1321 e durò poco più di un mese.
Alla fine, il 31 dicembre 1321 il castello venne espugnato e successivamente raso al suolo. Il fossato (vallum) venne spianato.
L'assedio fu descritto, seppure con errori e date sbagliate, da un cronista anonimo:
(Cronaca della nobilissima famiglia Pico scritta da autore anonimo)

## Conseguenze
Nel 1328 Niccolò Pico, alleato dei Gonzaga e dei Della Scala che avevano conquistato Mantova, riuscì a vendicare il padre: rinchiuse nella stessa torre i figli e i nipoti del duca Passerino, facendoli anch'essi morire di fame.
Mirandola, che dal 16 agosto 1328 era divenuta dominio dei Gonzaga insieme con Mantova, venne tuttavia restituita alla famiglia Pico dall'imperatore Carlo IV di Lussemburgo solo il 23 dicembre 1354, quando Francesco II Pico venne nominato signore della città.